# Isopachys roulei
Isopachys roulei là một loài thằn lằn trong họ Scincidae. Loài này được Angel mô tả khoa học đầu tiên năm 1920.